# ويليس مارشال
ويليس مارشال (بالإنجليزية: Willis Marshall)‏ هو لاعب كرة قدم كندية أمريكي، ولد في 12 أغسطس 1975 في ديترويت في الولايات المتحدة.